# Браун, Сабина
Сабина Браун (нем. Sabine Braun; род. 19 июня 1965, Эссен, ФРГ) — немецкая легкоатлетка-многоборка и спортивный тренер. Бронзовый призёр Олимпийских игр (1992), двукратная чемпионка мира (1991, 1997) и чемпионка Европы (1990, 1994) чемпионка мира в помещении в пятиборье (1997). Многократная чемпионка (в том числе в прыжках в длину и беге на 110 м с барьерами) и рекордсменка ФРГ и объединённой Германии.

## Биография
Родилась в Эссене в 1965 году. Спортивную карьеру начала в 1978 году в клубе ТУСЕМ (Эссен), первоначально занималась гандболом, но пришла к выводу, что этот спорт слишком сложен, и перешла в лёгкую атлетику. В 1983—1984 годах выступала за клуб ЛАВ (Дюссельдорф), в 1985—1987 за «Байер» (Леверкузен) и с 1988 года до конца соревновательной карьеры — за «ТВ Ваттеншайд 01».
В 1983 году стала серебряным приизёром юниорского чемпионата Европы (до 20 лет). В 1984 году приняла участие в первых в карьере Олимпийских играх, заняв 6-е место в программе семиборья. В 1985 году выиграла чемпионат ФРГ в прыжках в длину и показала третий результат в этой дисциплине на Кубке Европы.
Оставшись на Олимпийских играх 1988 года лишь 14-й из участниц программы семиборья, в следующие четыре года вошла в число мировых лидеров в этой дисциплине. За 1989 и 1990 год установила три рекорда ФРГ в семиборье. В 1989 году завоевала первое звание чемпионки страны в семиборье и за этот и следующий год установила три рекорда страны. В 1989 году заняла второе место в соревнованиях по семиборью на Универсиаде в Дуйсбурге, набрав 6575 очков, и впервые выиграла престижные соревнования по семиборью в Гётцисе. Побеждала в Гётцисе также в 1991, 1992 и 1994 годах.
В 1990 году стала чемпионкой Европы, защитив это звание спустя четыре года. В 1991 году завоевала титул чемпионки мира. На следующий год стала бронзовым призёром Олимпийских игр в Барселоне и установила рекорд объёдинённой Германии в семиборье. Этот результат, 6985 очков, показанный в Гётцисе, остаётся непобитым до настоящего времени. В 1992 году стала также чемпионкой Германии в барьерном беге на 110 м, а в 1994 году — вице-чемпионкой в прыжке в длину.
В 1993 году осталась второй на чемпионате мира. В 1996 году снова стала чемпионкой Германии в семиборье, а на следующий год выиграла сначала чемпионат мира в помещении в пятиборье, а затем свой второй чемпионат мира на открытом воздухе в семиборье. В общей сложности за время выступлений приняла участие в пяти Олимпийских играх (помимо бронзовой медали в 1992 году, лучший результат — 5-е место на Олимпиаде 2000 года), в 19 сезонах (1983—1986, 1988—2002) набирала в соревнованиях по семиборью 6250 очков и больше. Завершила соревновательную карьеру на чемпионате Европы 2002 года в Мюнхене, где уступила первое место 19-летней шведке Каролине Клюфт.
Уже к концу соревновательной карьеры совмещала выступления с работой тренера, воспитывала молодых спортсменов. Продолжала работать в клубе «ТВ Ваттеншайд 01» как тренер с 2003 по 2020 год.